# Mesoereis horiana
Mesoereis horiana là một loài bọ cánh cứng trong họ Cerambycidae.